# Striocadulus pulcherrimus
Striocadulus pulcherrimus är en blötdjursart som först beskrevs av Charles Hercules Boissevain 1906.  Striocadulus pulcherrimus ingår i släktet Striocadulus och familjen Gadilidae. Inga underarter finns listade i Catalogue of Life.